# Corse-Matin
Corse-Matin è un quotidiano regionale francese la cui sede si trova ad Ajaccio.

## Storia
Negli anni novanta faceva parte del gruppo Nice-Matin, le cui azioni furono acquisite nel 1997 da Hachette Filipacchi Médias. La nuova proprietà, decisa a creare un grande editoriale che coprisse l'intero sud-est della Francia optò nel 1999 per chiudere uno dei due quotidiani còrsi che possedeva, ovvero La Corse, e di unire la redazione di quest'ultimo giornale con quella del Corse-Matin.
Le gravi difficoltà finanziarie e l'amministrazione controllata del gruppo Nice-Matin portarono quest'ultimo a vendere le azioni che aveva detenuto fino ad allora, il 50%, al gruppo La Provence, il cui unico azionista era allora Bernard Tapie. Il 1º dicembre 2014, Corse-Matin è diventata una società interamente controllata dal quotidiano marsigliese. Il gruppo belga Nethys, attraverso la sua controllata Avenir Développement, ha acquisito l'11% del gruppo La Provence.
Dopo le elezioni regionali del 2017 in Corsica, che hanno portato a una vittoria dei nazionalisti, Tapie ha negoziato la vendita di un terzo delle sue azioni a una holding, CM Holding, formata da un consorzio di imprenditori corsi. CM Holding possiede anche la compagnia di navigazione Corsica Linea. Infine, nel primo trimestre del 2018, il consorzio CM Holding ha acquistato il 35% del capitale. Il 9 aprile 2018, Thomas Brunelli, fino ad allora giornalista di Radio Corse Frequenza Mora, è stato nominato direttore della pubblicazione e della redazione, carica che ricoprirà fino al 31 dicembre 2020; Antony Perrino, importante immobiliarista dell'isola, è diventato amministratore delegato.
Il 5 aprile 2019, in seguito al suo arresto da parte della polizia francese, Perrino ha annunciato le sue dimissioni da CEO.
Nel novembre 2021, il consorzio di imprenditori corsi ha raggiunto un accordo con la direzione del gruppo La Provence per acquistare il 49% del capitale di Corse-Matin. Dopo questa vendita, Corse-Matin è al 100% di proprietà del gruppo marsigliese.